# باسل (پوشاک)

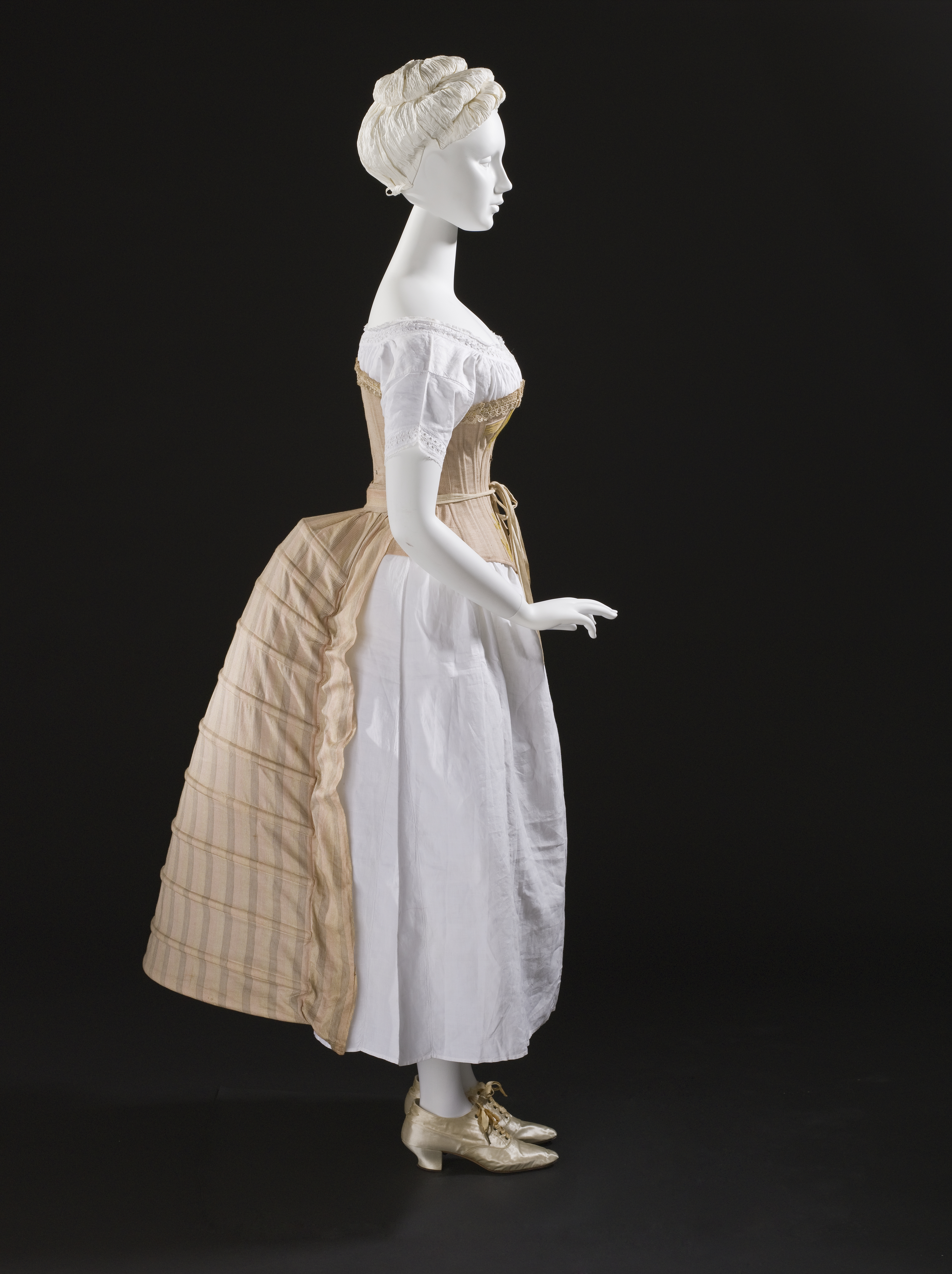
باسل، لباس زیر بانوان، انگلستان، ۱۸۸۵، موزه هنر شهرستان لس آنجلس

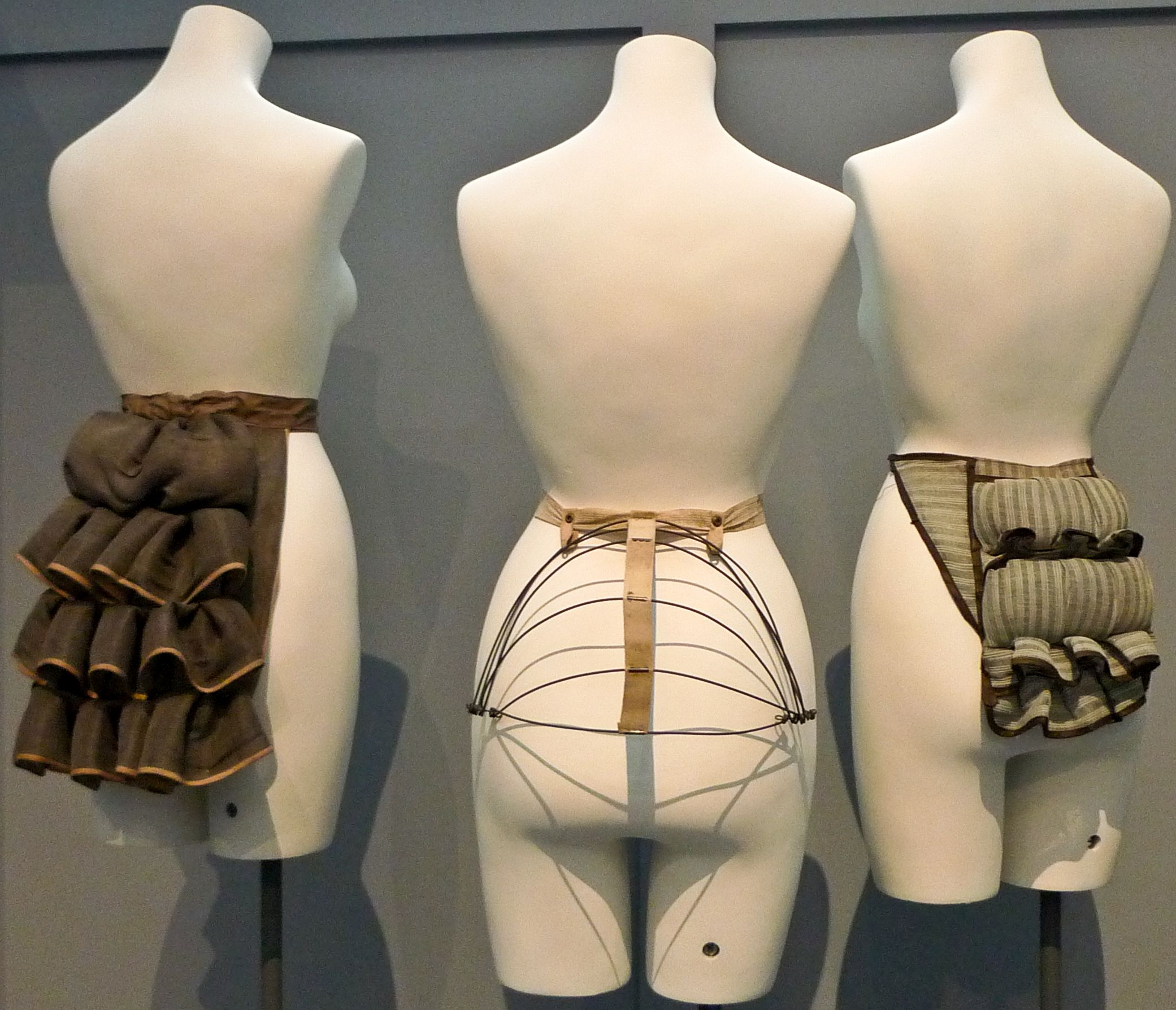
انواعی از باسل در طی سالهای ۱۸۷۵ تا ۱۸۸۵.

باسل (به انگلیسی: Bustle) نوعی لباس زیر زنانه با اسکلت بالشتکی یا سیمی هست که در اواسط و اواخر قرن نوزدهم استفاده می‌شد. کاربرد باسل، حجم دادن به دامن و تکیه‌گاهی برای چین‌دوزی‌ها و تزیینات پیراهن بود. باسل در پشت و پایین بالاتنه پوشیده می‌شد تا از کشیده شدن دامن بر زمین جلوگیری کند.

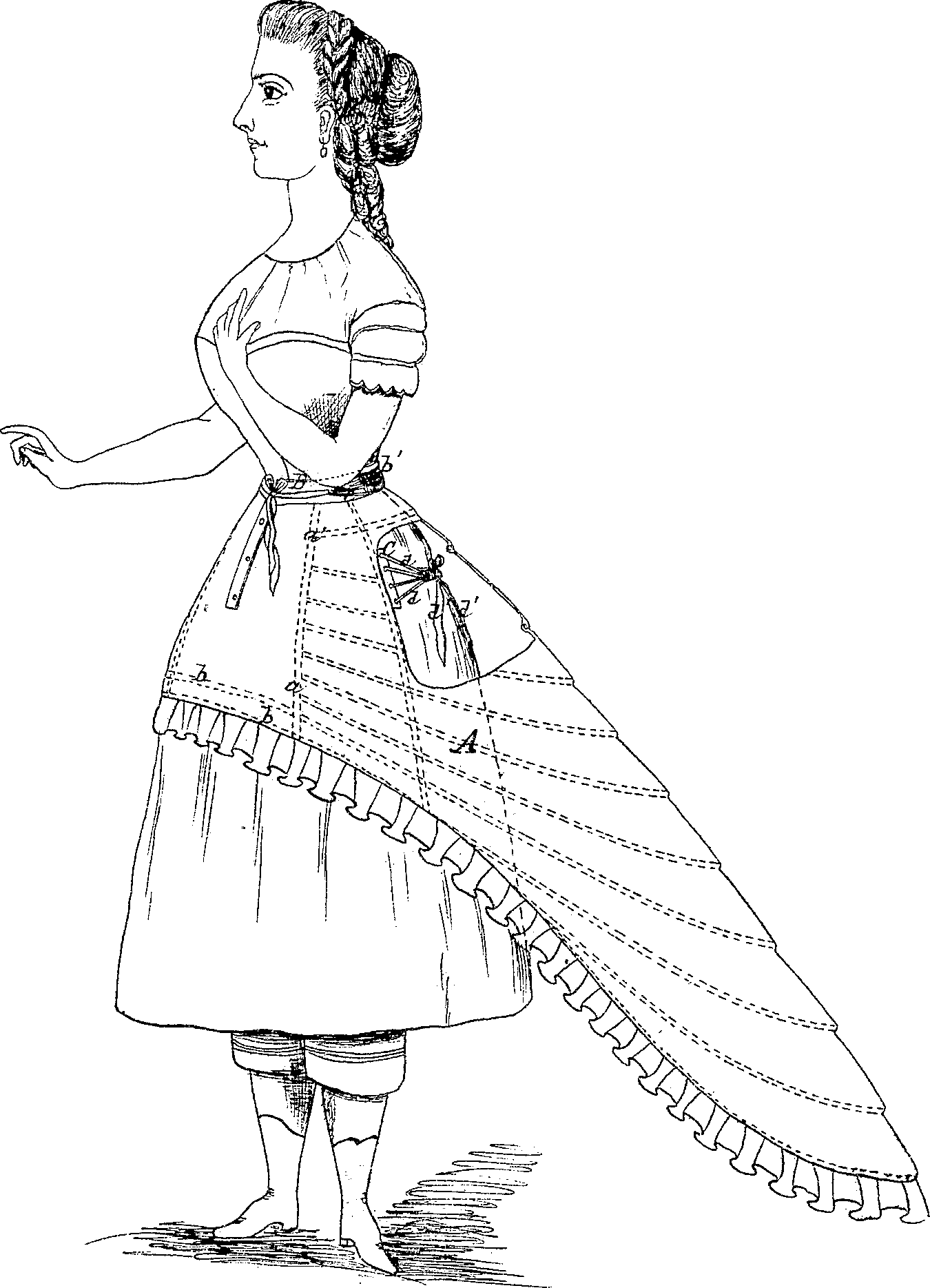
نوعی باسل، ۱۸۶۷

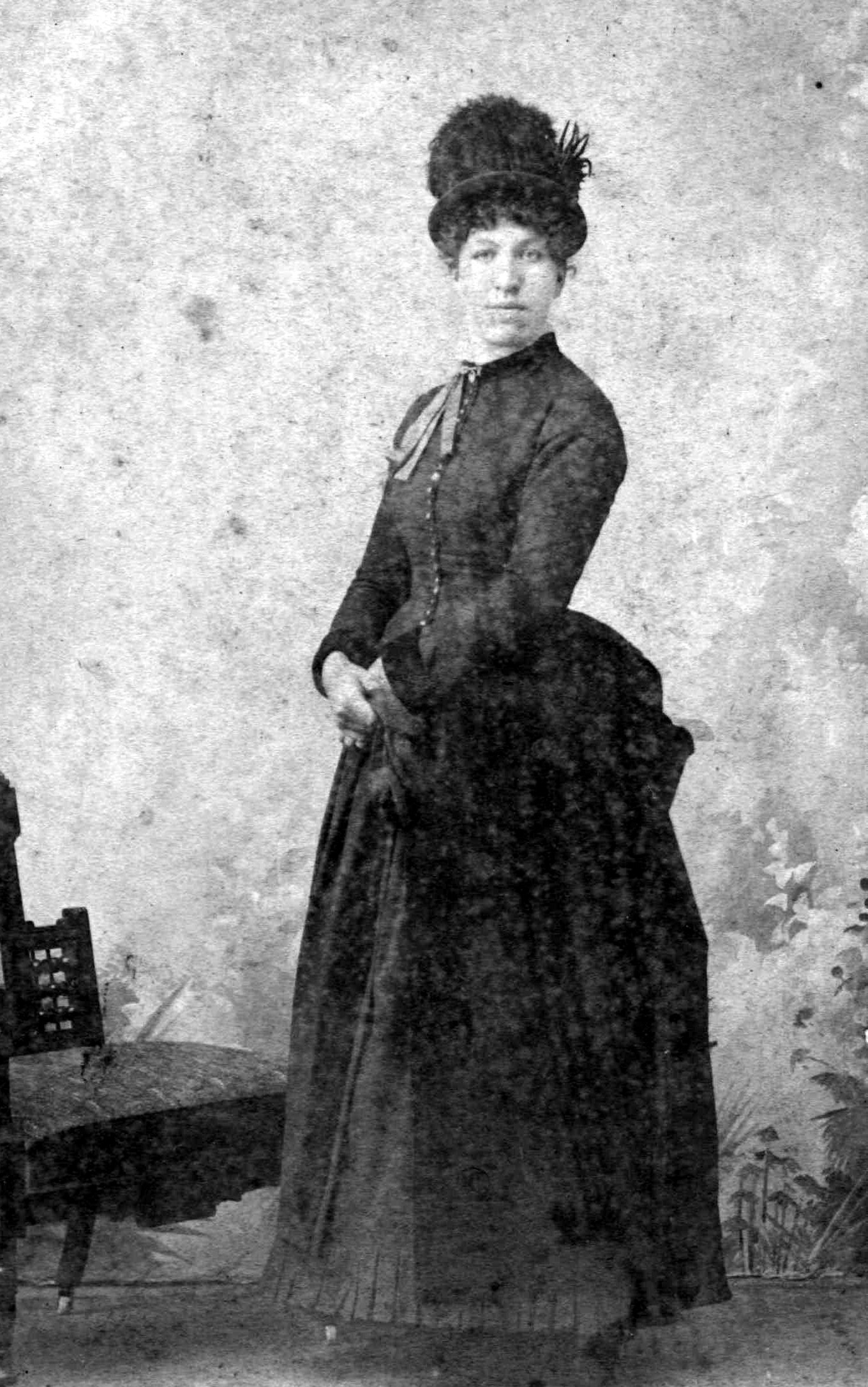
نمونه‌ای از پیراهن با باسل، ایالات متحده، اواسط دهه ۱۸۸۰